# Indalmus coomani coomani
Indalmus coomani coomani es una subespecie de coleóptero de la familia Endomychidae.

## Distribución geográfica
Habita en Tonkín (Vietnam).